# Cavanaugh
Cavanaugh är ett pop/rock-band från Borlänge, Dalarnas län, bildat 2005. Cavanugh spelar en blandning av pop och rock med melodiös mainstream-inriktning. Bandet startades som ett låtskrivarprojekt 2005 av Jonas Nyström (sång, keyboards) och Marcus Aronsson (gitarr, stämsång) med avsikt att författa bra poprocklåtar till behövande artister. Dock trivdes duon så pass bra med materialet att man bestämde att spela in och släppa materialet under eget namn.
I och med detta engagerades Martin Haglund (gitarr, tidigare medlem i det klassiska metalbandet Astral Doors) som studioteknier. Dock valde denne att börja som basist i Cavanaugh och i och med detta tjäna även som bandets producent.
En första skiva (EP) spelades in 2009 innehållande bandets kanske mest kända titel "Far From Chicago" samt ett par andra låtar. Cavanugh som band började ta form och man behövde i och med detta rekrytera ett trumslagare. Valet föll naturligt på en av medlemmarnas vänner sedan långt tillbaka, Gabriel Frölin. Bandet var nu fulltaligt och 2011 släpptes Cavanaughs första fullängdare "You've Been Had". Bandet gjorde ett flertal spelningar inklusive Peace & Love-festivalen i Borlänge 2011.

## Medlemmar
- Marcus Aronsson - Gitarr, sång
- Jonas Nyström - Keyboards, sång
- Martin Haglund - Bas
- Gabriel Frölin - Trummor